# Dicentra
Dicentra (Barkh. ex Bernh., 1833) è genere di piante appartenente alla famiglia delle Papaveraceae, originario di America Settentrionale, Estremo Oriente russo e Giappone. Conta di 8 specie di piante erbacee, perenni e rustiche; le più note sono Dicentra cucullaria e la Dicentra eximia.
Ha foglie piccole, verde chiaro, sottili e composte. Le infiorescenze, pendule e a forma di cuore, possono essere di vari colori (rosso, rosa, bianco). I fiori sbocciano a primavera.

## Tassonomia

### Specie
All'interno del genere Dicentra sono comprese le seguenti 8 specie:
- Dicentra canadensis (Goldie) Walp.
- Dicentra cucullaria (L.) Bernh.
- Dicentra eximia (Ker Gawl.) Torr.
- Dicentra formosa (Andrews) Walp.
- Dicentra nevadensis Eastw.
- Dicentra pauciflora S.Watson
- Dicentra peregrina (Rudolph) Makino
- Dicentra uniflora Kellogg

Comunemente si parla anche di Dicentra spectabilis  che è diventata sinonimo di Lamprocapnos spectabilis.

## Usi
Si usa per decorare parchi, giardini, aiuole. Si può coltivare anche in vaso e in serra.

## Coltivazione
Teme il freddo e il vento. Richiede un terreno acido, leggero, ricco, drenato, concimazioni liquide con sostanze a base di alghe. Nella stagione vegetativa richiede irrigazioni frequenti ma evitando i ristagni di acqua.
La propagazione è per semina (tra ottobre e marzo) o per divisione dei cespi (in estate).

### Avversità
Non è attaccata da parassiti particolari.